# Barbara Georgina Adams
Pour les articles homonymes, voir Adams.
Barbara Georgina Adams (19 février 1945 - 26 juin 2002) est une égyptologue britannique.
Elle est spécialiste de la période prédynastique égyptienne ; elle a travaillé plusieurs années à Nekhen, mais préalablement elle a aussi travaillé au Petrie Museum of Egyptian Archaeology, à l'University College de Londres.

## Publications
- Ancient Hierakonpolis and Supplement, 1974 ;
- The Fort Cemetery at Hierakonpolis (Excavated by John Garstang), 1987 ;
- Ancient Nekhen: Garstang in the City of Hierakonpolis, 1995 ;
- Excavations in the Locality 6 Cemetery at Hierakonpolis 1979-1985, 2000.